# Finala ATP 2024
Finala ATP 2024, cunoscută și sub numele de Turneul Campionilor 2024, a fost un turneu de tenis masculin care s-a jucat pe terenuri cu suprafață dură, în interior, la Pala Alpitour din Torino, Italia, în perioada 10-17 noiembrie 2024. A fost evenimentul care a încheiat sezonul 2024 și a fost destinat celor mai bine clasați jucători la simplu și la dublu.
Aceasta a fost cea de-a 55-a ediție a turneului (a 50-a la dublu), iar Torino a găzduit pentru a patra oară campionatele de final de an ATP Tour.

## Campioni

### Simplu
Pentru mai multe informații consultați ATP Finals 2024 – Simplu

### Dublu
Pentru mai multe informații consultați ATP Finals 2024 – Dublu

## Format
Cei opt jucători care se califică pentru eveniment sunt împărțiți în două grupe de câte patru. În această etapă, jucătorii concurează într-un format round-robin (adică jucătorii joacă împotriva tuturor celorlalți jucători din grupa lor). Primii doi jucători cu cele mai bune rezultate din fiecare grupă se califică pentru semifinale, unde câștigătorii unei grupe se confruntă cu jucătorul de pe locul secund al celeilalte grupe. Această etapă, însă, este o etapă de eliminare. Competiția de dublu folosește același format.

## Jucători calificați

### Simplu
| # | Jucător          | Dată calificare |
| - | ---------------- | --------------- |
| 1 | Jannik Sinner    | 10 august       |
| 2 | Alexander Zverev | 1 septembrie    |
| 3 | Carlos Alcaraz   | 24 septembrie   |
| 4 | Daniil Medvedev  | 22 octombrie    |
| 5 | Taylor Fritz     | 29 octombrie    |
| 6 | Casper Ruud      | 5 noiembrie     |
| 7 | Alex de Minaur   | 5 noiembrie     |
| 8 | Andrei Rubliov   | 5 noiembrie     |

### Dublu
| # | Jucător                            | Dată calificare |
| - | ---------------------------------- | --------------- |
| 1 | Marcelo Arévalo Mate Pavić         | 28 august       |
| 2 | Marcel Granollers Horacio Zeballos | 29 august       |
| 3 | Wesley Koolhof Nikola Mektić       | 28 octombrie    |
| 4 | Simone Bolelli Andrea Vavassori    | 9 octombrie     |
| 5 | Max Purcell Jordan Thompson        | 26 octombrie    |
| 6 | Rohan Bopanna Matthew Ebden        | 28 octombrie    |
| 7 | Harri Heliövaara Henry Patten      | 28 octombrie    |
| 8 | Kevin Krawietz Tim Pütz            | 28 octombrie    |